# Twierdzenie Cevy

Przypadek 1.: trzy proste mają wspólny punkt O wewnątrz ABC

Przypadek 2.: trzy proste mają wspólny punkt O na zewnątrz ABC

Twierdzenie Cevy – twierdzenie geometrii płaskiej sformułowane i udowodnione przez matematyka włoskiego Giovanniego Cevę w 1678 roku. Twierdzenie odwrotne jest prawdziwe i także zostało udowodnione przez Cevę. Jego uogólnieniem jest twierdzenie Ponceleta.

## Treść
Dany jest trójkąt {\displaystyle ABC} oraz punkty {\displaystyle D\in BC,E\in CA,F\in AB.} Jeżeli trzy proste {\displaystyle AD,BE} i {\displaystyle CF} przecinają się w jednym punkcie lub są równoległe, to:
{\displaystyle {\frac {|AF|}{|FB|}}\cdot {\frac {|BD|}{|DC|}}\cdot {\frac {|CE|}{|EA|}}=1}
Na drugim z rysunków będących ilustracjami twierdzenia widać, iż punkt przecięcia się prostych {\displaystyle O} może leżeć poza trójkątem.

## Dowód
Przyjmijmy, że:
{\displaystyle x={\frac {|BD|}{|DC|}},\;y={\frac {|CE|}{|EA|}},\;z={\frac {|AF|}{|FB|}}}
Wtedy:
{\displaystyle {\frac {|BD|}{|DC|}}={\frac {P_{\Delta ADB}}{P_{\Delta ADC}}}}
oraz
{\displaystyle {\frac {|BD|}{|DC|}}={\frac {P_{\Delta ODB}}{P_{\Delta ODC}}}}
Z tego wynika, że
{\displaystyle x={\frac {P_{\Delta AOB}}{P_{\Delta AOC}}}}
Analogicznie:
{\displaystyle y={\frac {P_{\Delta COB}}{P_{\Delta AOB}}}}
{\displaystyle z={\frac {P_{\Delta AOC}}{P_{\Delta COB}}}}
Zatem:
{\displaystyle x\cdot y\cdot z={\frac {P_{\Delta AOB}}{P_{\Delta AOC}}}\cdot {\frac {P_{\Delta COB}}{P_{\Delta AOB}}}\cdot {\frac {P_{\Delta AOC}}{P_{\Delta COB}}}}
Po skróceniu otrzymujemy:
{\displaystyle x\cdot y\cdot z=1,}
ale
{\displaystyle x\cdot y\cdot z={\frac {|AF|}{|FB|}}\cdot {\frac {|BD|}{|DC|}}\cdot {\frac {|CE|}{|EA|}}}
więc:
{\displaystyle {\frac {|AF|}{|FB|}}\cdot {\frac {|BD|}{|DC|}}\cdot {\frac {|CE|}{|EA|}}=1}

## Twierdzenie odwrotne
Twierdzenie odwrotne do twierdzenia Cevy jest prawdziwe przy dodatkowym założeniu, że proste {\displaystyle AD,} {\displaystyle BE} i {\displaystyle CF} nie są równoległe. Załóżmy, że punkty {\displaystyle D,} {\displaystyle E} i {\displaystyle F} spełniają powyższe równanie. Na mocy dodatkowego założenia bez straty ogólności można założyć, że prosta {\displaystyle AD} nie jest równoległa do prostej {\displaystyle BE.} Niech {\displaystyle AD} i {\displaystyle BE} przecinają się w {\displaystyle O} i niech {\displaystyle CO} przecina {\displaystyle AB} w {\displaystyle F'.} Z udowodnionej przed chwilą implikacji,
{\displaystyle {\frac {AF'}{F'B}}\cdot {\frac {BD}{DC}}\cdot {\frac {CE}{EA}}=1.}
Z porównania dwóch ostatnich równań jest
{\displaystyle {\frac {AF'}{F'B}}={\frac {AF}{FB}}.}
Po dodaniu jedynki do obu stron i wykorzystaniu równości {\displaystyle AF'+F'B=AF+FB=AB,} zachodzi
{\displaystyle {\frac {AB}{F\ 'B}}={\frac {AB}{FB}}.}
A więc {\displaystyle F'B=FB,} czyli {\displaystyle F} i {\displaystyle F'} pokrywają się (ponieważ na wspólnej półprostej {\displaystyle AB} o początku w {\displaystyle B}). A więc {\displaystyle AD,} {\displaystyle BE} i {\displaystyle CF=CF'} przecinają się w {\displaystyle O.}

## Zastosowania
Twierdzenie Cevy i doń odwrotne mają wiele zastosowań w geometrii. Na przykład za pomocą twierdzenia odwrotnego do twierdzenia Cevy można łatwo dowieść, że w każdym trójkącie w jednym punkcie przecinają się wysokości, środkowe, dwusieczne (są to tzw. proste Cevy)

## Twierdzenie Cevy dla czworościanu[4]
Niech {\displaystyle A',B',C',D'} oznaczają punkty czworościanu {\displaystyle ABCD} leżące odpowiednio wewnątrz odcinków {\displaystyle AB,BC,CD,DA.} Załóżmy, że płaszczyzny {\displaystyle ABC',BCD',CDA',DAB'} przecinają się w jednym punkcie. Wówczas zachodzi równość:
{\displaystyle {\frac {AA'}{A'B}}{\frac {BB'}{B'C}}{\frac {CC'}{C'D}}{\frac {DD'}{D'A}}=1}
Dowód polega na zauważeniu, że punkt przecięcia płaszczyzn leży zarówno na prostej {\displaystyle A'C',} jak i {\displaystyle B'D',} które są przecięciami dwóch z tych płaszczyzn. Stąd wynika, że {\displaystyle A'B'C'D'} leżą na jednej płaszczyźnie, a z twierdzenia Menelaosa dla czworościanu – teza.
Twierdzenie odwrotne, mówiące że jeśli spełniona jest równość
{\displaystyle {\frac {AA'}{A'B}}{\frac {BB'}{B'C}}{\frac {CC'}{C'D}}{\frac {DD'}{D'A}}=1,}
to płaszczyzny {\displaystyle ABC',BCD',CDA',DAB'} przecinają się w jednym punkcie, jest również prawdziwe.